# Эпидерма

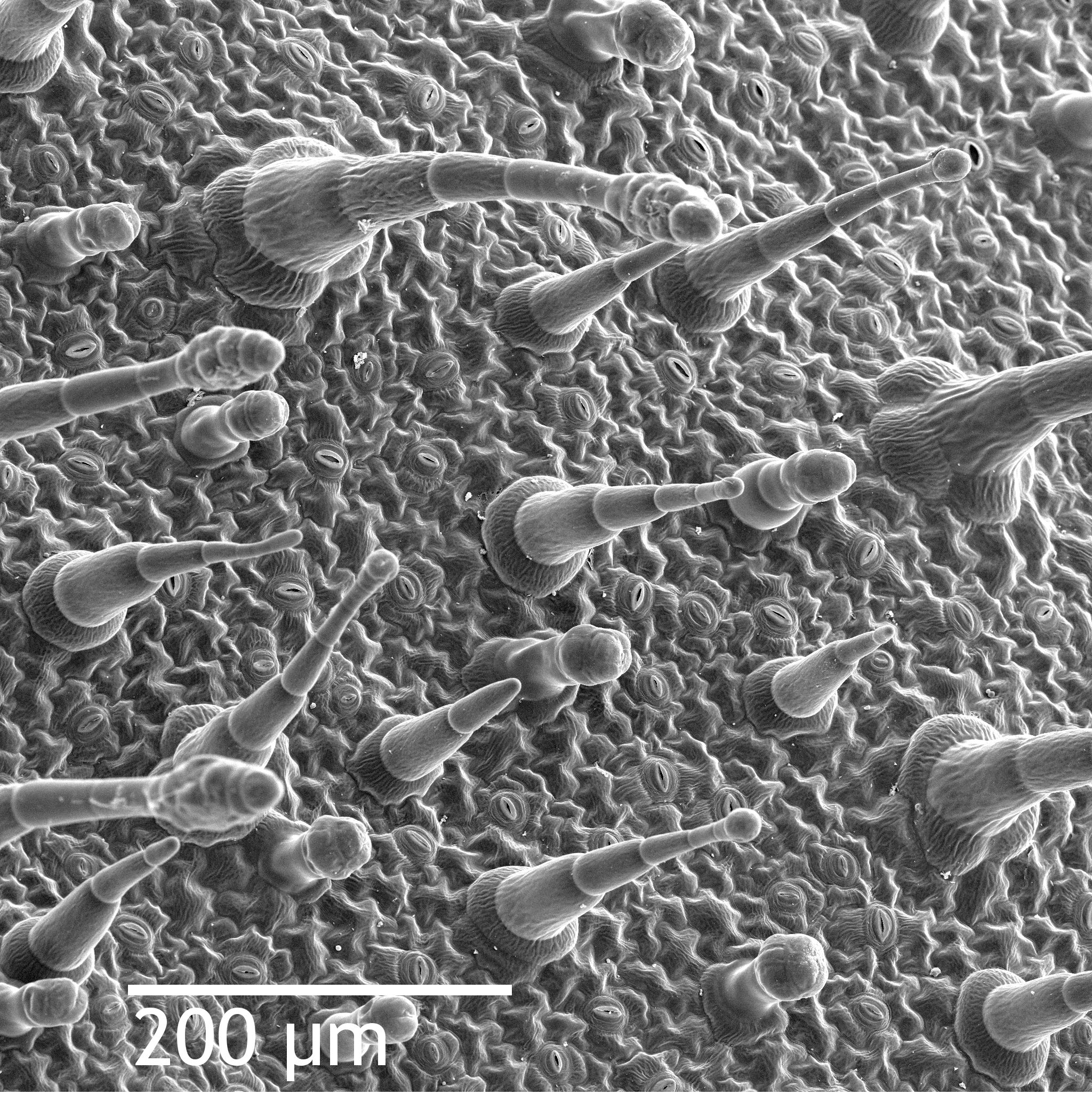
Микрофотография верхней поверхности листа Табак крылатый|табака крылатого (Nicotiana alata). Видны волоски (трихомы) и устьица.

Эпиде́рма (эпиде́рмис, ко́жица) — внешняя первичная покровная ткань растений, обычно однослойная, покрывающая молодые стебли и остальные наземные органы (листья, лепестки, плоды и др.). Представляет собой наружный слой клеток, образующийся из протодермы конуса нарастания.
Эпидерма — многофункциональная ткань, но её основными функциями являются защита внутренних тканей растения, а также осуществление газообмена и транспирации. Эти процессы осуществляются через устьица.
Продолжительность существования эпидермы у различных растений и их органов неодинакова. На листьях и стеблях травянистых растений эпидерма сохраняется до конца их жизни, а в стеблях древесных растений, характеризующихся вторичным утолщением, эпидерма заменяется вторичной покровной тканью — пробкой (феллемой). Эпидерма при этом отмирает и слущивается, и вместо устьиц газообмен осуществляют чечевички.

## Клеточное строение
Мультифункциональность эпидермы обусловлена морфофизиологической дифференциацией её клеток. В эпидерме выделяют:
- основные клетки — являются относительно неспециализированными и слагают массу кожицы. Размеры и очертания клеток кожицы формируются в большой зависимости от соотношения скорости роста органа в целом и его поверхности. Поэтому в удлинённых частях растения (стебли, черешки, жилки листа, листья большинства однодольных) эпидермальные клетки вытянуты в направлении длинной оси органа. В листьях, длина которых равна ширине или немного превышает её, а также в лепестках, завязях, семяпочках эпидермальные клетки часто имеют волнистые боковые стенки, что повышает прочность эпидермы.
- замыкающие клетки устьиц;
- клетки волосков (трихом).

В эпидерме злаков и осок выделяют несколько иные типы клеток:
- длинные;
- короткие, или вставочные;
- крупные пузыревидные[5].

В некоторых случаях эпидерма состоит из нескольких рядов клеток (от 2 до 15—16). Предполагают, что основная функция такого типа кожицы — запасание воды, поэтому он встречается преимущественно у тропических растений, обитающих в условиях непостоянной обеспеченности водой, например, у фикуса Ficus elastica.
Наружные стенки клеток покрыты кутикулой. Кутикула иногда может вклиниваться между боковыми стенками клеток. Благодаря неравномерному отложению кутина на поверхности клеток появляется кутикулярный рисунок, специфичный для каждого вида. В сканирующий микроскоп кутикула может выглядеть бугорчатой, морщинистой, гребневидной, ячеистой и т.д. Поверх кутикулы может также откладываться воск.
Строение оболочек эпидермальных клеток непрерывно меняется с возрастом и под влиянием условий жизни. Оболочки клеток эпидермы, особенно наружные, могут пропитываться соединениями кремния (хвощи). У некоторых растений оболочки эпидермальных клеток надземных органов одревесневают, утолщаются, что сокращает размеры клеточных полостей (хвойные, многие злаки, купена). При этом часто одревесневают и клетки эпидермиса и подстилающего его слоя.

### Основные клетки
В наружной стенке основных клеток могут быть поры. Как правило, основные клетки живые, они содержат пластиды, обычно хлоропласты. Правда, хлоропласты эпидермы имеют слабо развитую систему внутренних мембран и, в отличие от хлоропластов хлоренхимы, фотосинтетически менее активны. Иногда основные клетки могут содержать лейкопласты (подорожник большой). Они также имеют слабо развитую систему внутренних мембран и обычно не содержат крахмала. У многих растений эпидермальные клетки лепестков и плодов содержат хромопласты, обусловливающие их окраску.
Для основных клеток эпидермы характерна крупная центральная вакуоль, накапливающая различные вещества: оксалат кальция, таннины, алкалоиды, пигменты (обычно либо антоциан, либо антохлор). Короткие клетки эпидермы злаков содержат кремниевые тельца.

## Функции эпидермы
Важнейшие функции — защита растений от неблагоприятных внешних факторов и регуляция газо- и парообмена. Кроме того, ткань кожицы может выделять наружу различные вещества (соли, воду, эфирные масла), принимать участие в фотосинтезе, поглощении воды и питательных веществ, синтезе различных соединений, в движении листьев, воспринимать раздражение и т. д. Полифункциональность эпидермы обусловливает его строение. Эпидерма — сложная ткань, так как состоит из морфологически разнородных элементов.
Регуляция транспирации в большей степени обусловливается наличием жирового вещества кутина, часто в комплексе с воском. Эти вещества инкрустируют наружную стенку или образуют самостоятельный слой — кутикулу — на поверхности эпидермиса.
Кутикула может достигать значительной толщины, особенно у растений засушливых местообитаний. Комплекс кутикулы и кутинизированной оболочки представляет покров, не только защищающий растение от иссушения, она предохраняет растение от заражения всевозможными грибами-паразитами, бактериями, вирусами, которые в изобилии находятся на его поверхности.